# Mojtaba Zahedi
Mojtaba Zahedi (persisch مجتبی زاهدی; * 30. Januar 1998) ist ein iranischer Leichtathlet, der sich auf den Dreisprung spezialisiert hat.

## Sportliche Laufbahn
Erste internationale Erfahrungen sammelte Mojtaba Zahedi im Jahr 2024, als er bei den Hallenasienmeisterschaften in Teheran mit einer Weite von 15,58 m den siebten Platz belegte.
2023 wurde Zahedi iranischer Meister im Dreisprung im Freien sowie 2024 in der Halle.